# Englische Geldkrise
Die Englische Geldkrise bezeichnet die durch das englische Parlament ausgelöste Geldknappheit 1696.

## Ablauf
Im Mittelalter fand in ganz Europa eine Münzverschlechterung statt. Diese wurde durch eine Vielzahl von Münzprägestätten begünstigt. Münzverschlechterung wurde durch die amtliche Verringerung des Korns, durch Beschneiden sowie durch Falschmünzerei betrieben. Das englische Parlament setzte daher 1696 die schlechten Münzen außer Kurs. Der 2. Mai 1696 wurde zum letzten Tag bestimmt, an dem noch beschnittene Kronen, Halbkronen und Schillinge zur Bezahlung der Steuern von der Staatskasse angenommen wurden. Dabei unterlief der Regierung allerdings ein gravierender Fehler. Sie hielt nicht genügend der für die Wirtschaftstätigkeit erforderlichen neuen Münzen bereit, so dass die Einziehung der schlechten Münzen zu einer Geldverknappung führte. Zudem hatten Bürger die Abgabe der beschnittenen Silbermünzen bis zum Schluss hinausgezögert. Die Folge war eine drei Monate anhaltende Geldkrise.
Das Geld war nun knapp, selbst reiche Bürger hatten nicht die notwendigen Münzen, um die notwendigsten Lebensmittel zu bezahlen. Das breite Volk war auf ein anderes Instrument angewiesen, das Kerbholz. Der Tausch blühte wieder auf. Die Bevölkerung belagerte zudem die Staatskasse, so dass das Militär zur Aufrechterhaltung der öffentlichen Ordnung zur Hilfe gerufen werden musste. Aber am Ende war dennoch das meiste des in der Staatskasse gelagerten Silbers verschwunden. Nur noch rund vier Millionen Pfund Sterling lagen in Form von Barren und klingender Münze in der Staatskasse. Die Münzprägeanstalten arbeiteten zu langsam, um den Bedarf an neuen Münzen zu decken. Fabriken hatten Probleme, ihre Arbeiter in Münzen zu bezahlen. Selbst die reichsten Einwohner hatten nur in den wenigsten Fällen die Mittel, um die Rechnung des Bäckers oder Metzgers zu bezahlen. Ihre Bekanntheit und das Wissen um ihr Vermögen gaben ihnen jedoch die Gelegenheit, mit Schuldscheinen zu zahlen. In dieser Zeit erlebten die von der zwei Jahre zuvor gegründeten Bank von England ausgegebenen Geldscheine ihren ersten Aufschwung.
Nun gab es aber bereits die ersten Betrugsversuche mit den neuen Geldscheinen. Als das schlechte Münzgeld in der Schmelze war und noch zu wenig neues Münzgeld im Umlauf war, verlangte ein Goldschmied von der Bank von England 30.000 Pfund. Deren Direktoren verweigerten allerdings die Einlösung der offensichtlich gefälschten Banknoten. In der Folgezeit erschienen Schmähschriften über die Bank. Bald sahen sich die Direktoren der Bank von England auch außer Stande, ehrliche Gläubiger zu befriedigen. Von den Aktionären verlangte die Bank von England eine zusätzliche Einzahlung. Nun war man in der Lage, zumindest 18 Prozent der eingereichten Forderungen in klingender Münze zu zahlen. Die geleistete Zahlung wurde auf den Geldscheinen quittiert. Die Aufregung in der Bevölkerung war groß. Der Wert der Geldscheine begann zu schwinden. Eine Note über zehn Pfund war am Morgen noch neun Pfund und am Abend gar nur noch acht Pfund wert.
Zu dieser Zeit zog der britische Finanzminister Charles Montagu u. a. Isaac Newton, seinen Studienfreund aus Oxford, zu Rate, wie das Problem zu lösen sei. Newton widmete sich einer Finanzreform mit großem Einsatz. Er wurde zum Münzverwalter (Warden of Mint) bestellt, leitete technisch die Münzreform und wurde später von Königin Anne für seine Verdienste geadelt. Montagu führte Schatzkammerscheine (exchequer bills), auch Schatzscheine genannt, ein. Diese waren zinstragend und wurden von den Steuern des Folgejahres wieder getilgt und eingezogen. Es handelte sich dabei quasi um vorgezogene Steuereinnahmen. Die Schatzscheine hatten Nominalwerte von fünf bis 100 Pfund. Schon schnell trugen sie zur Linderung der Liquiditätskrise bei, denn sie dienten als Zirkulationsmittel. Nachdem auf diese Weise die Versorgung mit Geld im Großen funktionierte, plante die Staatskasse auch Schatzscheine mit kleinen Nominalen von 15 und 20 Schilling auszugeben. Damit sollte dem Mangel an kleinen Münzen entgegengewirkt werden. Das war allerdings nicht mehr notwendig, da die Münzprägeanstalten in der Zwischenzeit ausreichend neue Münzen geprägt hatten.
1699 war Montagus Aktion abgeschlossen, die Gesamtkosten betrugen 2,7 Millionen Pfund Sterling bei einem ordentlichen Staatseinkommen von zwei Millionen Pfund pro Jahr.